# گراس‌هوپر (آریزونا)
گراس‌هوپر (به انگلیسی: Grasshopper) یک منطقهٔ مسکونی در ایالات متحده آمریکا است که در آریزونا واقع شده‌است. گراس‌هوپر ۱٬۸۰۵ متر بالاتر از سطح دریا واقع شده‌است.